# Rokkenmachi-dōri
Pour les articles homonymes, voir Rokkenmachi.
Le Rokkenmachi-dōri (六軒町通, Rokkenmachi-dōri) est une voie du centre ouest de Kyoto, dans les arrondissements de Nakagyō et Kamigyō. Orientée nord-sud, elle débute au Kamidachiuri-dōri et termine à l'Oike-dōri, devant la gare de Nijō.

## Description

### Situation
Le Rokkenmachi-dōri est une rue du nord-ouest de l'arrondissement de Nakagyō et de l'ouest de l'arrondissement de Kamigyō, se situant juste à l'ouest du quartier textile de Kyoto, le Nishijin (西陣). Il commence dans le quartier de Kashiwakiyomori-chō (柏清盛町) et termine dans celui de Nishinokyōhoshigaike-chō (西ノ京星池町). La rue débute au Kamidachiuri-dōri (上立売通), ou légèrement plus au nord au Teranouchi-dōri (寺之内通) selon certaines sources et termine à l'Oike-dōri (御池通),. Peu avant le Kyūnijō-dōri, il passe au dessous des rails de la ligne Sagano. Au sud de Shimodachiuri, la rue est très sinueuse, car cette section est plus récente. Elle suit le Senbon-dōri (ja) (千本通) à l'est et précède le Shichihonmatsu-dōri (ja) (七本松通) et  à l'ouest,.
La circulation se fait du nord au sud de Kamidachiuri à Shimodachiuri, après laquelle la circulation se fait dans les deux sens. À certains endroits, la chaussée est assez large pour accommoder deux voies. La rue fait environ 2 300 mètres de long. 

### Voies rencontrées
Du nord au sud, en sens unique. Les voies rencontrées de la droite sont mentionnées par (d), tandis que celles rencontrées de la gauche, par (g). Seules les rues ayant un nom sont listées.
(N/A Teranouchi-dōri (寺之内通))
1. Kamidachiuri-dōri (上立売通)
2. Itsutsuji-dōri (五辻通)
3. Imadegawa-dōri (今出川通)
4. Motoseiganji-dōri (元誓願寺通)
5. Sasayachō-dōri (笹屋町通)
6. Ichijō-dōri (一条通)
7. Nakadachiuri-dōri (中立売通)
8. Ninnaji-kaidō (仁和寺街道)
9. Shimochōjamachi-dōri (下長者町通)
10. Demizu-dōri (出水通)
11. Shindemizu-dōri (新出水通)
12. Shimodachiuri-dōri (下立売通)
13. Marutamachi-dōri (丸太町通)
14. Kyūmarutamachi-dōri (旧丸太町通)
15. Yasuragi no Michi (やすらぎの道)
16. Kyūnijō-dōri (旧二条通)
17. Kamioshikōji-dōri (上押小路通)
18. Oike-dōri (御池通)

- Sources : (ja) Université Ritsumeikan Asia Pacific (en), « 近代京都オーバーレイマップ », sur Art Research Center,‎ 2023 (consulté le 13 septembre 2023).

### Transports en commun
Les bus du réseau d'autobus de Kyoto (ja) ne circulent pas sur la rue. Cependant, dû à sa proximité avec Senbon, plusieurs arrêts sont très proches. L'aboutissant sud est proche de Gare de Nijō - Entrée ouest (二条駅西口), sur Oike, desservie par les lignes 18, 18 spécial et 69, ainsi que la ligne Sagano de JR West et la ligne Tōzai du métro de Kyoto à la gare de Nijō tout près. 
Plus au nord, deux routes sont possibles pour se rendre sur la rue. Les arrêts à l'est, sur Senbon, sont Senbon Kyūnijō (千本旧二条), coin Senbon et Kyūnijō (旧二条通), Senbon Marutamachi (千本丸太町), coin Senbon et Marutamachi, Senbon Demizu (千本出水), au coin des rues homonymes, Senbon Nakadachiuri (千本中立売), sur Senbon, entre Nakadachiuri et Ichijō, Senbon Imadegawa (千本今出川), et Senbon Kamidachiuri (千本上立売). Les arrêts à l'est sont desservis par les lignes 6, 10, 15, 46, 50, 51, 52, 55, 59, 93, 201, 202, 203, 204 et 206. Les arrêts à l'ouest, sur Shichihonmatsu, sont Shichihonmatsu Marutamachi (丸太町七本松), au carrefour des rues homonymes, Shichihonmatsu Demizu (七本松出水), Shichihonmatsu Ninnaji-kaidō (七本松仁和寺街道) et Kamishichiken (上七軒), au carrefour d'Imadegawa, Shichihonmatsu et Kamishichiken-dōri (上七軒通).

## Odonymie
Le nom de la rue proviendrait du fait qu'il y avait seulement six maisons lorsqu'elle est devenue un quartier. Rokkenmachi (六軒町) signifie littéralement « quartier des six maisons »,.

## Histoire
Le Rokkenmachi-dōri correspond à l'allée Nishibōjō (西坊城小路, Nishibōjō-kōji) de l'époque de la ville impériale (ayant débuté vers 794), mais elle est restée longtemps à l'abandon et n'a été réaménagée qu'à l'époque d'Edo (1603-1868). Jusqu'à la fin de l'époque Edo, il y avait les quartiers sud du Kyoto shoshidai, un poste administratif comprenant aussi la prison de la ville, près du château de Nijō, et la rue terminait alors à Shimodachiuri. Après la démolition des quartiers, la rue a été prolongée au sud,. 
La rue semble avoir été plus longue, se rendant plus au sud de la gare de Nijō, mais cette partie a été coupée et ne porte donc pas le nom Rokkenmachi. Cette portion au sud se poursuit d'Aneyakōji-dōri à Takoyakushi-dōri.

## Patrimoine et lieux d'intérêt

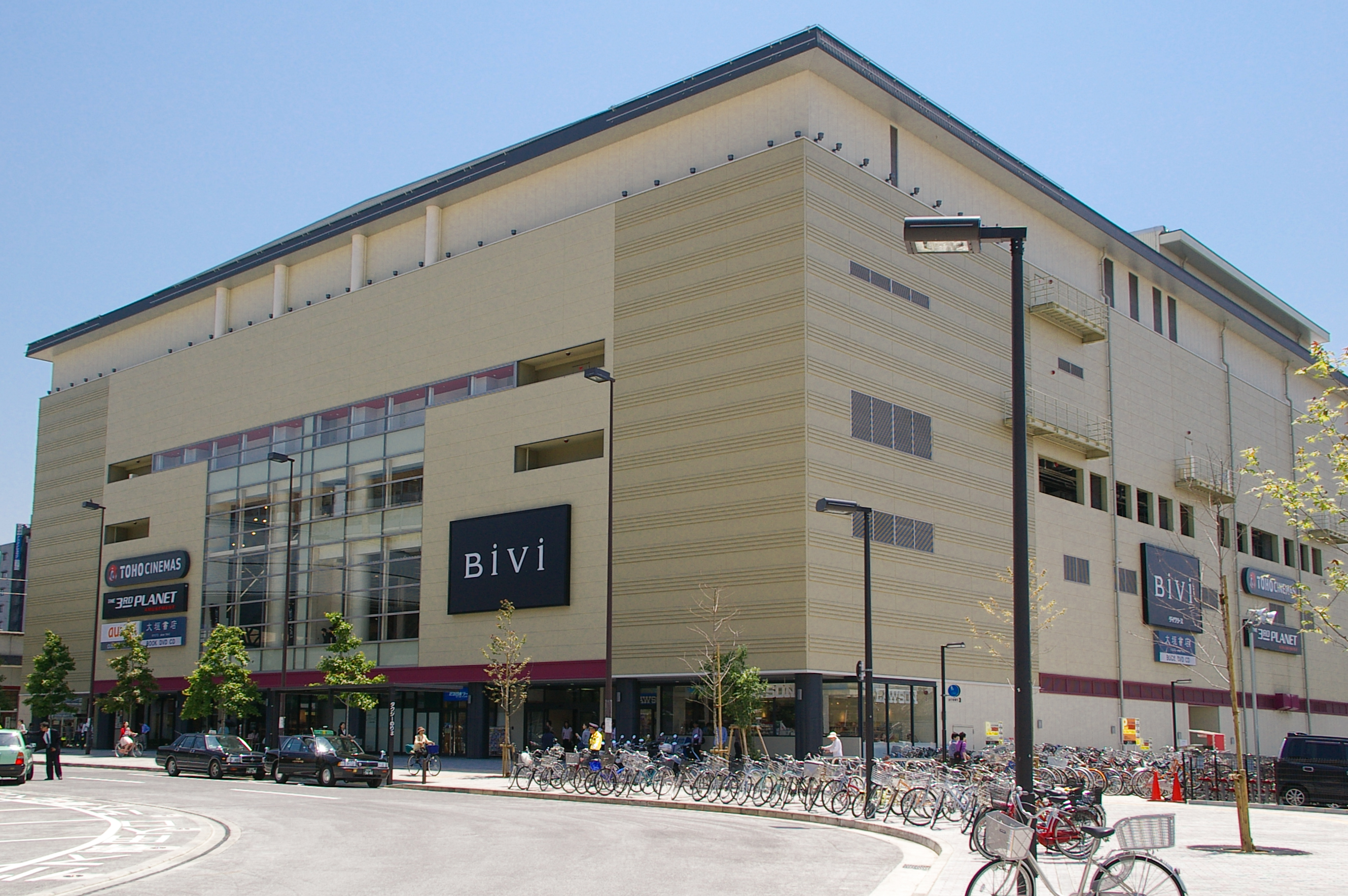
Toho Cinemas Nijō.

La rue est celle la plus à l'est des limites de la ville impériale (ja) où l'on peut observer des maisons de ville traditionnelles. Juste au nord de Kamidachiuri se trouve le Nishijin, le quartier historique du textile. Dans la section au dessus de Rokkenmachi se trouve l'ancien quartier de fabrication de lisses à tisser, dont quelques magasins subsistent encore. Juste au nord d'Itsutsuji, côté ouest, se trouve le Daihōon-ji (大報恩寺), dont le bâtiment principal est désigné trésor national.
Du côté ouest, juste au nord d'Imadegawa, se trouve le Shin'nen-ji (親縁寺), fondé en 1606. Il possède une statue dans son hall principal qui fait partie des « Cinq Tatāgata de Rakuyō ». Juste en face est situé le Tōmyō-ji (燈明寺), fondé en 1558 et dans lequel on peut trouver une plaque provenant des trois grandes portes du Tōfuku-ji. Juste au nord d'Ichijō se trouve Kōbō Takehisa (工房武久), un armurier et fabricant de poupées ouvert depuis 1935. Juste au sud de Sasayachō, du côté est, se trouve le Rokkenmachi no Rōji (六軒町の路地), un petit quartier de ruelles sinueuses. Juste au sud d'Ichijō, côté ouest se trouve le petit temple Anraku-ji (安楽寺), normalement fermé au public, mais où l'on peut voir les os du moine Kantsū (ja) (関通, 1696-1770). 
Au sud de Demizu, côté est, se trouve le Gyokuzō-in (玉蔵院), fondé en 1634 et où l'on découvre une collection d'œuvres sur soie, le « Royō Daruma » (芦葉達磨図), enregistré comme bien culturel. Sur Marutamachi, entre Rokkenmachi et Senbon, est placée la stèle marquant l'emplacement original du palais Heian. Du côté ouest, juste au nord d'Oike, est implanté le parc Hoshigaike (星池公園), un jardin public.
Au sud de la gare de Nijō, sur la rue sans nom alignée avec Rokkenmachi sont situés plusieurs lieux d'intérêts aussi. On note les bureaux de Construction Yoshimura (吉村建設工業), entreprise fondée en 1908, la salle de cinéma Toho Cinemas (en) succursale Nijō et le parc municipal Togano'o (栂尾公園).